# 比特币

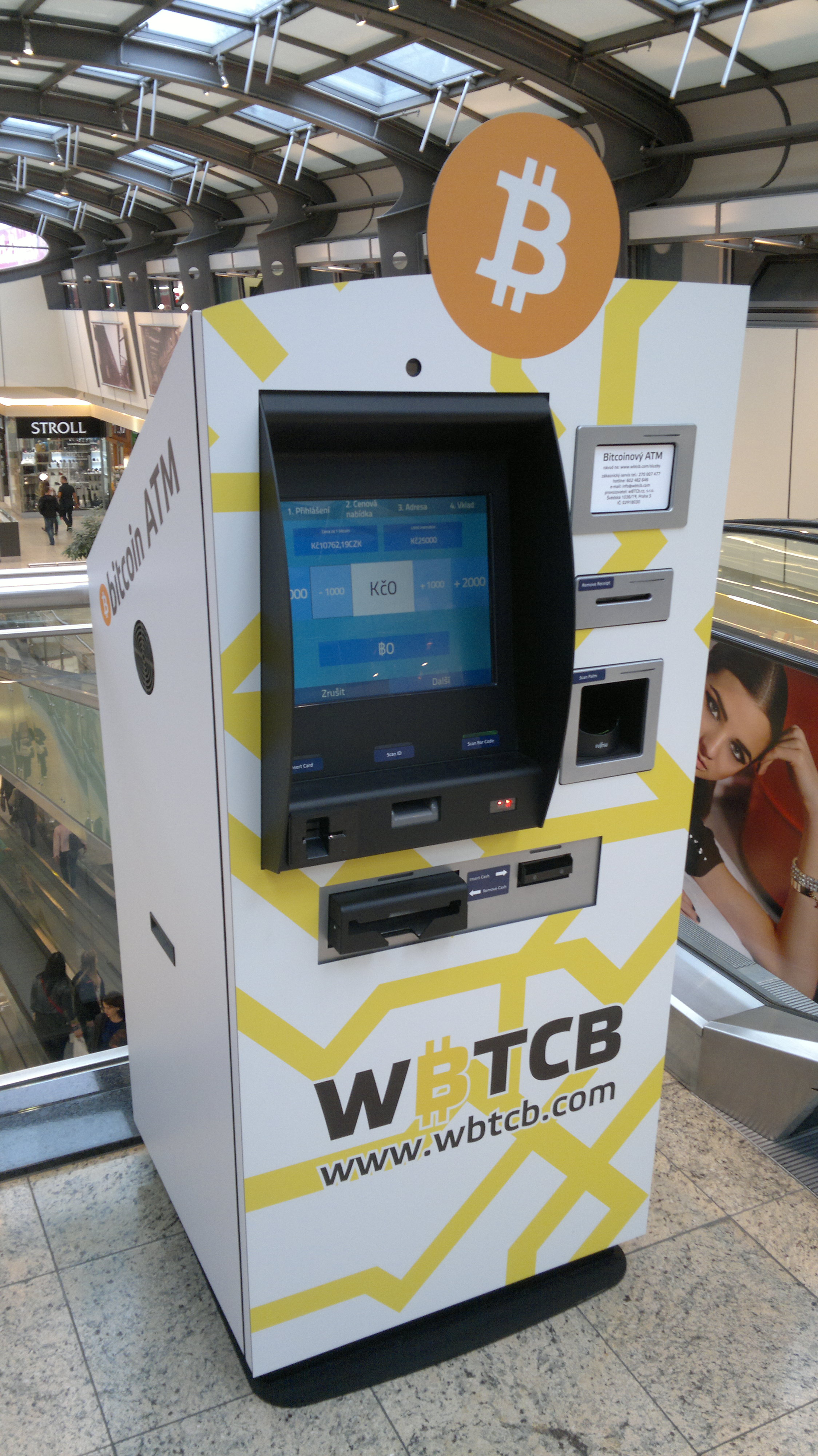
捷克共和国布尔诺的比特币自動櫃員機。

比特币（缩写：BTC 或 XBT，符號：₿）是一種基於去中心化採用點對點網路、共识主动性與開放原始碼以區塊鏈作為底層技術的加密貨幣。“比特币”一词，最早是由一名叫中本聪（網名）（Satoshi Nakamoto）於2008年10月31日發表的論文中提出，随后比特币創世區塊于2009年1月3日誕生。比特币是历史上第一个区块链应用，其主要特征包括去中心化、总量有限、点对点交易和使用密码学确保安全性。
在大部分國家、央行、政府機關、學術界則將比特幣視為虛擬商品，而不認為是貨幣。貨幣金融學認為貨幣具有交易媒介、記賬單位、價值儲藏和延期支付四種基本職能，但由於其高度波動性因此不具有後兩種基本職能從而不是貨幣。它通常被视为一种投资，并被许多学者描述为经济泡沫。由于比特币网络的匿名性，犯罪分子对其的使用引起了监管机构的注意，导致其自 2021 年起被多个国家禁止。
尽管面临监管挑战，部分国家仍采取了大胆的尝试。2021年，萨尔瓦多成为全球首个将比特币列为法定货币的国家，引发广泛关注与争议。随后，中非共和国于2022年4月跟进，成为全球第二个、非洲首个采纳比特币为法定货币的国家。然而，在推行不到一年后，该国于2023年3月正式废除了此项立法，结束了这次实验。2024年1月，美国证券交易委员会（SEC）批准首批现货比特币交易所交易基金（ETF），标志着美国在加密货币监管政策上的重要转变。在2025年5月23日，比特幣以每顆111,970美元，再度寫下歷史新高。

## 国家战略储备
2024年11月6日，由於對加密貨幣領域較友好的唐纳·川普，在美國總統大選中获胜，比特币价格一路高走，最高达到99,588美元一顆，距离10万美元仅差临门一脚。川普在竞选期间多次表态支持比特币，并承诺将其列为国家战略储备资产，这一立场与拜登政府的严格监管形成鲜明对比，极大地提振了市场信心。
2024年12月5日，单枚比特币价格首次突破10万美元关口，比特币市值突破2兆美元，升至全球资产排名第7位。这一里程碑式的上涨与川普政府的政策动向密切相关。川普上任后，迅速提名多位加密货币支持者担任关键职位，例如任命保罗·阿特金斯为美国证券交易委员会（SEC）主席，并设立“白宫AI和加密货币事务”负责人职位，由戴维·萨克斯领导，致力于制定清晰的加密货币监管框架。
川普政府的加密货币政策不仅限于比特币，还包括推动多元化加密资产储备，如XRP、SOL和ADA等，旨在巩固美国在全球加密经济中的领导地位。这些举措进一步刺激了市场热情，但也引发了一些争议，尤其是关于利益冲突和市场操纵的担忧。尽管如此，川普政府的政策方向表明，美国正试图通过加密货币重塑其金融主导地位，并为全球数字资产市场带来新的发展机遇。

## 基本概念
有观点认为，比特币的问世是人们憎恨商品经济中国家主权货币超发、以及貨幣政策干預、嚮往礼物经济中社区共识货币自主的结果；其中比特币的汇率，代表全球投资者对比特币增加或者减少的反应；而其底层区块链技术则已在金融、供应链、物流等多个行业得到应用。
通常，首字母大寫的「Bitcoin」是指其所使用的比特币技术與网络，而首字母小寫的「bitcoin」才是指加密貨幣本身。比特币也是区块链支付系統和虛擬計價工具，由於其採用密碼技術來控制貨幣的生產和轉移，而沒有中央的發行機構，無法任意增發，交易在全球网络中运行，有特殊的隱秘性，加上不必經過第三方金融機構，因此得到越来越广泛的应用，也成了非法交易的媒介。使用者利用個人電腦和智能手机中的加密錢包軟體，无需任何银行、信用卡、在线支付公司等中介机构，可随时随地在网络上直接交換物品、服務。 根据剑桥大学2017年的研究，全球有多达580万个加密钱包活跃用户，其中大多数使用比特币。同时，有观点认为，比特币技术得到了广泛的认可和使用，使人类迎来了区块链时代。
作為記帳系統，比特幣不依赖中央機構發行新錢、維護交易，而是由区块链完成，用數位加密演算法、全网抵御51%算力攻击保證资产与交易的安全。交易記錄以被全體網路電腦收錄維護，每筆交易的有效性都必須經過区块链檢驗確認。
作為記帳單位，比特幣的最小單位是 0.00000001 （一億分之一）比特幣，稱為「1聰（sats）」。如有必要，技術上也可以修改協議將其分割為更小的單位，但實際上將難以取得社區共識。區塊回報每產出21萬個區塊減半一次，周期大約为4年，而此種收斂等比數列的和必然是有限的。最近一次，即歷史上第四次減半發生於2024年4月20日，减半后所有矿工每天通过验证交易生产的比特币数量从900个减少到450个，减半后的矿工奖励从每次6.25个比特币降至3.125个比特币。截止到2140年，比特幣將被全部開採完毕，總額度為20,999,999.9769枚，即略低于2100萬枚。
2018年4月，已经有1700万比特币被开采，剩余400万个比特币，开采产量已超总额的80%。2019年5月12日時，比特币總存量約17,695,512個。截至2025年初，比特幣的總發行量達到1900萬，整個網絡超過90%比特幣已經被開採完。開採出來的幣中，實際可流通的量還會因為私鑰遺失等因素減少，包含創始人中本聰起初大約挖出100萬枚未能動用外，至2025年，還有大約200萬到300萬枚因為私鑰遺忘、儲存器損壞、交易所丟失等原因而徹底無法存取，使得流通的幣因此減少，不過因爲比特幣可分割到微小，所以就經濟活動上影響並不大，反而使流通幣估值提升。

## 區塊鏈
区块链（Blockchain）是比特幣的一個重要概念，該概念最早在中本聰的白皮書中被提出，區塊鏈是一串使用密碼學方法相關聯產生的資料塊（稱為“区块”，block）。新增的資料塊總能連結到上一個區塊，即整條區塊鏈的尾部。比特幣對等網路將所有的交易歷史都儲存在“區塊鏈”（blockchain）中，所以區塊鏈可以看作記錄著比特幣交易的帳本。區塊鏈是一群分散的用戶端節點，並由所有參與者組成的分散式資料庫，是對所有比特幣交易歷史的記錄。中本聰預計，當資料量增大之後，使用者端希望這些資料並不全部儲存自己的節點中。為了實現這一目標，他採用引入散列函數機制。這樣用戶端將能夠自動剔除掉那些自己永遠用不到的部分，比方說極為早期的一些比特幣交易記錄。2009年，中本聰創造了比特幣系統的第一個區塊，即「創世區塊」，並附有一句，而這句是當天泰晤士報的頭版文章標題。
在比特币网络中，確認一項交易的過程，是由解決一系列計算難題的工作量證明機制來實現的。工作量證明機制要求電腦的計算能力為某個有限值的情況下，需要運算一定的時間才能解決，這就使得攻擊者無法重寫、修改交易歷史，除非他能夠擁有相對比特幣對等網路系統更強大的計算能力，從而能以更快的速度產生區塊鏈（稱為"51%攻擊"）。工作量證明機制的難度由系統自動調節，所以新區塊的生成平均需時10分鐘。整個比特幣對等網路的節點都會自動檢測交易和區塊的有效性，並忽略任何違背規則的交易和區塊，比如那些產生錯誤數量的區塊，或多次發送同一份額比特幣的交易行為。
在这一过程中，參與處理區塊的用戶端可以得到一定量新發行的比特幣，以及相關的交易手續費。為了得到這些新產生的比特幣，參與處理區塊的使用者端需要付出大量的時間和計算力（為此社會有專業挖礦機替代電腦等其他低配的網路設備），這個過程非常類似於開採礦業資源，因此中本聰將資料處理者命名為“礦工”，將資料處理活動稱之為“挖礦”。這些新產生出來的比特幣可以報償系統中的資料處理者，他們的計算工作為比特幣對等網路的正常運作提供保障。
有鑑於此，其他類似競爭幣（Altcoin）都是用了相同的理念去處理端間交易資料，只是在工作量證明機制上進行調整，如採用權益證明（Proof of Stake）和Scrypt演算法等。
“比特幣讓人們第一次可以在網路上交易身家財產，而且是安全的，沒有人可以挑戰其合法性。”——Marc Andreessen

## 錢包
比特幣錢包使用者可以檢查、儲存、花費其持有的比特幣，其形式多種多樣，功能可繁可簡，它可以是遵守比特幣協議運行的各種工具，如電腦用戶端、手機用戶端、網站服務、專用設備，也可以只是存儲着比特幣私钥的介質，如一張紙、一段暗號、一個快閃隨身碟、一個文本文档，因為只要掌握比特幣的私钥，就可以處置其對應地址中包含的比特幣。比特币无法存入一般的银行账户，交易只能在比特币网络上进行，使用前需下载客户端或接入线上网络。

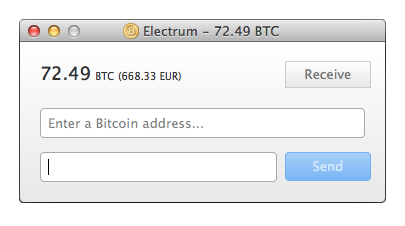
「Electrum」是許多比特幣客戶端軟體的其中之一

| 用户端名称                             | 网址                                                   | 软件许可证 |
| -------------------------------------- | ------------------------------------------------------ | ---------- |
| Multibit（雲資料區塊功能）             | http://multibit.org/ （页面存档备份，存于）            | MIT        |
| Bitcoin Core（Core用戶端、核心用戶端） | https://bitcoin.org/en/download （页面存档备份，存于） | MIT        |
| Electrum                               | http://electrum.org/ （页面存档备份，存于）            | GPL        |

### 客户端
比特币客户端有很多，但绝大多数均基于Bitcoin QT为原型开发。

#### Core客户端
比特币最初客户端为Bitcoin QT，由中本聪开发。Bitcoin QT從0.4.0版本開始，支援錢包檔加密存儲。加密的錢包在每次付款的時候，都必須輸入密碼。但如果用加密之前備份的錢包文件（wallet.dat）替換回來，還是可以正常交易。考慮到比特幣的原理可得出，掌握私密金鑰（私钥）即擁有對相應地址中比特幣的處置權，不管對錢包文件（內容包括各個地址對應的私钥）是進行了加密還是刪除，都不能否定它。

#### 其他客户端
其他客户端都是以Bitcoin QT为原型开发的。通常支援雲存儲區塊，以避免使用者花費大量時間和磁碟空間下載舊交易資訊。並且各自提供進階功能。如Armory、Electrum和MultiBit等。此三者特点如下：
- Armory
  - 支持將錢包檔離線保存，線上用戶端需花費比特幣時，需使用離線錢包簽名，再通過線上用戶端廣播，提高了安全性
  - 支持运行多个不同的钱包
  - 支持打印比特币密钥，方便纸上备份
  - 使用该软件需安装Bitcoin QT
- Electrum
  - 无需下载完整的程序，使用远程服务器上的区块链的副本即可实现大部分功能
- MultiBit
  - 轻量级
  - 无需下载完整程序
  - 支持多国语言

比特幣也有運行在智能手機上的用戶端。

#### 硬體錢包

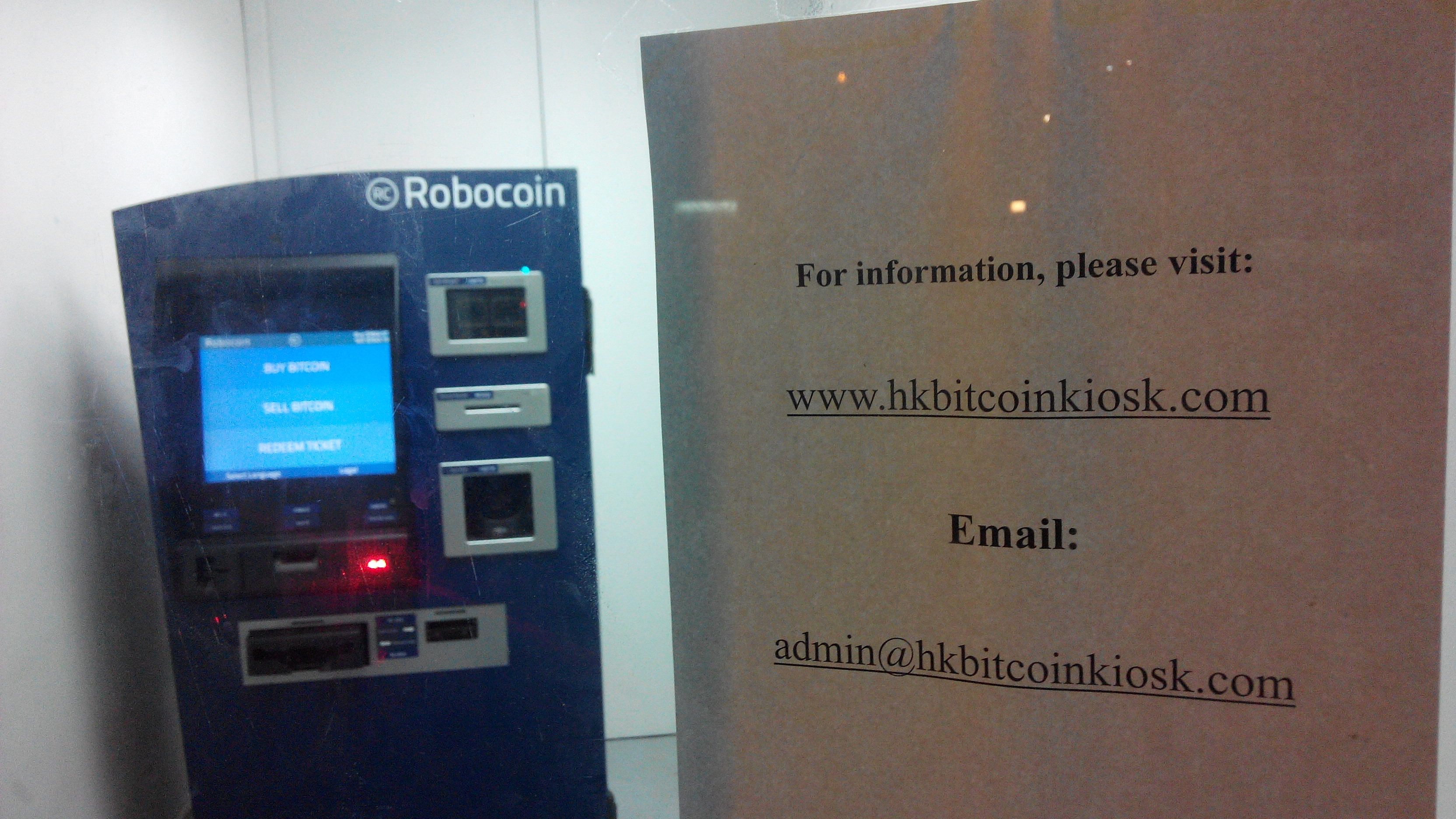
比特幣自動櫃員機

硬體錢包是專門處理比特幣的智慧設備，例如只安裝了比特幣用戶端與聯網功能的樹莓派。由于不接入互联网，因此硬體錢包通常可以提供更多的安全保障措施。

#### 線上錢包服務
線上錢包服務可以讓用户在任何浏览器和移動設備上使用比特幣，通常它還提供一些額外功能，使用户对使用比特币时更加方便。但選擇線上錢包服務時必須慎重，因為其安全性受到服务商的影响。
线上钱包服务有“区块链上”（on-chain）与“区块链外”（off-chain）的区别：链上钱包服务商帮助用户保管加密后的私钥，用户的比特币余额可以在区块链上查询到，类似为每位用户准备一个独立的保险箱；链外钱包服务商帮助用户保管比特币本身，相当于把用户资金放在自己的金库中，给用户提供存款证明。

#### 離線錢包
比特幣最需要保護的核心部分是私钥，因為用戶是以私鑰來證明所有權，並以此使用比特幣，存儲私密金鑰的介質也可以稱為錢包，當錢包遺失、損毀時，為比特幣丟失，離線錢包可以是纸钱包、脑钱包、冷钱包、轻量钱包。

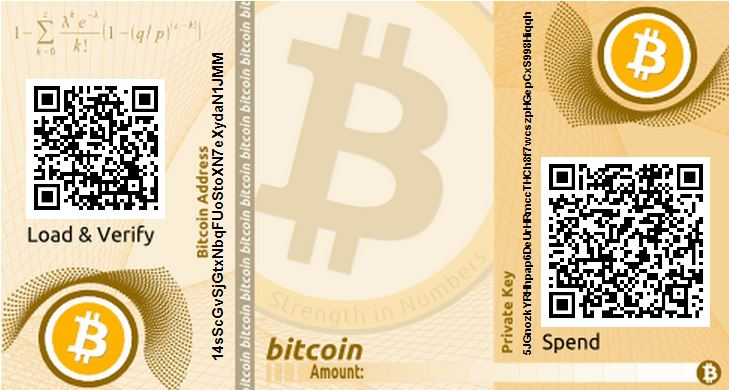
紙錢包

- 紙錢包紙錢包：把私鑰列印在紙上存放，再刪除電腦上的錢包文件，實現錢包的網路隔離。
- 腦錢包：用戶可自行設定密碼，並以此進行雜湊運算，生成對應的私鑰與地址，以後只需記住這個密碼即可使用其中的比特幣。
- 冷錢包：指在一台不联网的电脑上随机生成比特币的地址和私钥，并且在今后的使用中也不连接互联网，而只通过二维码或U盘来发送相关交易的电子签名。[49]
- 轻量钱包：指无需同步区块链的比特币钱包，轻量钱包相对在线钱包的优点是不会因为在线钱包网站的问题而丢失比特币，缺点是只能在已安装轻量钱包的电脑或手机上使用，便捷性上略差。

## 地址與私密金鑰
比特幣在產生地址時，相對應的私密金鑰也會一起產生，彼此的關係猶如銀行存款的帳號和密碼，有些線上錢包的私密金鑰是儲存在雲端的，使用者只能透過該線上錢包的服務使用比特幣。

### 地址
地址用於接收比特幣，功能類似銀行的存款帳號，但不需要實名登記。若只公開地址不必擔心裡面的比特幣被盜走，也沒有任何身份信息，也可以離線產生。比特幣的地址是由使用者的公開金鑰經過 SHA-256 雜湊運算後，再通過 RIPEMD-160 雜湊運算而得，其長度固定為 160 個位元（bits），通常會利用 Base58 將之編碼成一串由英文字母和數字所組成的字串，以方便顯示或散佈，其特徵是皆以“1”或者“3”開頭，隔離見證地址则以“bc1q”作为開頭，傳統比特幣地址區分大小寫，但不包括“IlO0”等字元，“1”開頭的地址長26~34位，“3”開頭的地址長34位，例如"1DwunA9otZZQyhkVvkLJ8DV1tuSwMF7r3v"，地址也可編碼成快速反應矩陣碼(QR-Code)的形式讓行動裝置能夠便捷地讀取複製 。比特幣用戶端可以離線生成比特幣地址（页面存档备份，存于） 。一個人可以生成並擁有許多比特幣地址，並用在不同的交易上，而且除非自己揭露，或與其他資料連結，否則外人無法看出其中的關聯。可用的比特幣地址數量接近2161個。形象地說，假如地球上約有263粒沙，那麼比特幣地址總數遠遠超過地球上所有沙子的數量（大約是沙子數目的平方的350億倍）。

### 私密金鑰
比特幣的私密金鑰（私鑰），作用相當於金融卡提款或消費的密碼，用於證明比特幣的所有權。擁有者必須私密金鑰可以給交易訊息（最常見的，花費比特幣的訊息）簽名，以證明訊息的發佈者是相應地址的所有者，沒有私鑰，就不能給訊息簽名，作為不記名貨幣，網路上無法認得所有權的證據，也就不能使用比特幣，交易時以網路會以公鑰確認，掌握私密金鑰就等於掌握其對應地址中存放的比特幣。
私密金鑰必須保密、否則任何人只要擁有某一地址的私密金鑰，即可使用其中的比特幣。也不能遺失，而且不像金融卡密碼遺忘時，用戶可以根據當地的金融規範，攜帶自己的身分證件，親自前往金融機構據點，辦理密碼重設後繼續使用原來的帳戶，但若比特幣的私鑰遺失，將如同忘記保險箱的密碼而無法正常打開取用保險箱內的物品，而且沒有方法可以重設（除非有事先備份），2013年，有一位英国使用者因為不小心丟棄了存有其私密金鑰的硬碟，導致裡面的7,500個比特幣，當時價值750萬美元，無法使用。，除非私鑰被找到，否則這些比特幣將永遠閒置在區塊鏈裡，不再流通，而使得流通中的比特幣減少。，而要破解私鑰的難度很高，這是其中一個作為不記名的比特幣的主要安全機制。根據區塊鏈業者Chainalysis的估算，在2017年底時，約有17%至23%，278萬個到379萬個的比特幣因為私鑰遺失、密碼遺忘等原因，而永遠無法使用與進入流通。
比特幣私密金鑰通常由51位元或52位元字元表示，其編碼方式與比特幣地址相似。51位元標記法由數字“5”開頭，52位標記法由“K”或“L”開頭。比特幣地址是由比特幣公開金鑰進行雜湊運算得出的，公開金鑰是可以通過私密金鑰推算出的。所以掌握私密金鑰就可以推算出私密金鑰對應的地址（不可逆），這相當於只需要輸入一組正確的密碼，就可以推算出帳戶名稱並登入，而無法從帳戶名稱反向推算出密碼般。
2013年聖誕節前，在彭博電視的“比特幣的12天”（12 Days of Bitcoin）節目中，主播Adam Johnson收到同事Matt Miller送的價值20美元的比特幣禮物卡。他開心的打開禮物卡包裝，在攝影機前展示了約10秒鐘禮物卡，然後，10秒鐘之內，錢就不見了。這張禮物卡上面，是一個比特幣錢包的地址跟私鑰的二維碼。

## 挖礦
在比特币白皮书中提出了一种基于挖矿和交易手续费的商业模式，为参与比特币网络的用户提供了经济激励，同时也为比特币网络的稳定运行提供了保障。
用户只要能連上網路，并配有適當的中央处理器CPU、圖形處理器GPU、特殊應用積體電路ASIC等电脑设备，稱為“礦机”，任何人都可挖礦。为了获得系統每十分鐘獎勵的比特幣，找到讓帳冊區塊難以被惡意修改但是卻易於驗證的数学难题，此過程猶如開採礦物一樣困難，故稱為“挖礦”，使用礦机挖礦的人被称为“礦工”。挖礦還包含打包和驗證數千筆交易成為區塊，證明轉帳者有足夠的比特幣，防止一幣多付的發生，從而賺取比特幣手續費。
比特币的挖掘过程涉及使用计算机的处理能力来维护区块链。矿工将新的交易打包成一个区块，并将该区块广播到网络中，等待网络中的其他节点验证。每个区块必须包含一个“工作量证明”（PoW），即通过反复尝试找到一个特定的随机数（也称为“nonce”）。这个随机数与区块的内容结合后，必须生成一个哈希值，该哈希值小于当前网络设定的难度目标。虽然验证这个 PoW 很简单，但生成它需要进行大量计算和尝试。PoW 是比特币共识机制的基础。
生成区块的难度是根据整个网络上的挖矿能力，通过调整难度目标来动态确定的。比特币网络每生成 2,016 个区块（大约每两周）重新校准一次难度，以保持新区块生成的平均时间为 10 分钟。挖矿过程需要强大的计算能力和专用硬件。
比特币挖矿对环境的影响存在争议，并引起了监管机构的关注，各个司法管辖区因此采取了不同的限制或激励措施。截至2022年，剑桥替代金融中心（CCAF）的一项未经同行评审的研究估计，比特币挖矿占全球电力消耗的约0.4%。发表在《焦耳》上的另一篇未经同行评审的2022年评论估计，比特币挖矿约占全球温室气体排放量的0.2%。大约一半的电力来自化石燃料。此外，挖矿硬件的寿命较短，导致大量电子垃圾的产生。据估计，比特币挖矿所消耗的电能和产生的电子垃圾量分别相当于希腊和荷兰的水平。

### 最大开采国
2021年10月，英国剑桥大学另类金融研究中心公布的数据显示，美国已经超过中国，成为世界上最大的比特币开采国。数据显示，中国在连接到全球比特币网络的计算机运算力中的份额，即所谓的“哈希率”，已经从5月份的44%下降到7月份的0%，而在2019年曾高达75%。其他地方的矿工则是已经填补中国空缺，采矿设备制造商将注意力转移到北美和中亚，中国较大的矿工也在转移，尽管这个过程充满了物流方面的困难。数据显示，美国目前挖矿份额居全球之冠，截至8月底，约占全球哈希率的35.4%，其次是哈萨克斯坦和俄罗斯。

## 扩容與分叉
参见：比特幣容量問題
比特幣記錄一筆交易大約要256B容量，一個區塊容量上限約1MB，所以一個區塊儲存上限為4096筆交易（1MB/256B=4096筆）。600秒出一個區塊，因此每秒僅能處理約7筆交易（4096筆/600秒=6.82筆/秒），造成等候確認時間大增，手續費也大幅增加，計畫在2017年8月1日開始，實施Segwit2x，即隔離見證加區塊大小提升至2MB（2,097,152位元組），以實行擴容，增加比特幣交易容量。另有比特幣無限，主張不限制區塊容量。
名為比特幣現金（Bitcoin Cash，BCH）的分叉在2017年8月1日出現，ViaBTC礦池於8月1日18:14UTC開採了第一個比特幣現金區塊（區塊高度478559），而BCH 478559的區塊大小約1.9MB，超過原有區塊容量上限，意味著比特幣現金的正式誕生，所有在分叉前的比特幣持有者將自動擁有同金額的“比特幣現金”區塊链，區塊容量上限立即提升至8MB。
然而，比特币现金的诞生也伴随着不少争议。比如，其最初使用的交易代码并不是“BCH”，而是“BCC”，这正好与另一个加密货币Bitconnect冲突，而且和Bitfinex上代表“Bitcoin Core”的链分叉期货（Chain Split Token）交易代码也是雷同的，这曾经让部分投资者感到混淆。
而且，BCH开发者修改了比特币原有的难度调整算法，引入了“紧急难度调整”（EDA）机制，可以让BCH的挖矿难度在出块较慢的情况下单向剧烈下降，以此从竞争对手BTC链吸引矿工。这种手段被认为可以起到"维持BCH链自身运转不停摆"的作用，但同时也引发了算力在BTC和BCH两条链间大幅迁移“震荡”的现象，导致BCH和BTC都不时发生不同程度的交易确认时间延长问题；而且EDA加速了BCH的新币产生速度，可能导致BCH下一次产量减半提早到来。后来BCH开发者修改了代码，通过一次硬分叉升级将EDA废除，以新的难度调整算法取而代之，消除了EDA存在的难度单向剧烈下调、反馈不够及时等问题，在BCH经过本次硬分叉升级后，算力在BCH和BTC两条链间震荡的不良现象也随之改善、消失。
有人认为目前只有兼容Bitcoin Core客户端的链（即BTC）才是真正的比特币，他们往往会把比特币现金叫做“Bcash”；同时也有人认为比特币现金才是真正的比特币，而且认为“Bcash”这种称呼实质上是一种针对比特币现金的社会工程学攻击手段。
比特币早期布道者Andreas M. Antonopoulos则认为基于比特币的去中心化本质，并不存在一个“真正的比特币”标准答案，每一个人都应该有自己的独立认知。
比特币黃金（Bitcoin Gold，BTG）是2017年10月25日的再次分叉，比特幣持有人將生成出等量的比特幣黃金幣，主要是希望解決日漸中心化的挖礦現象，比特币黃金將採用新的雜湊算法Equihash，來防止 ASICs 挖礦。同时，Bitcoin Gold开发也预挖了一部分BTG，作为对团队维持开发工作的支持和激励。
原定在區塊494,784（2017年11月）进行的SegWit2x硬分叉, Jeff Garzik主导开发的sha256挖矿分叉已失败，比特币纽约团队主导的GPU挖矿版成功分叉 （页面存档备份，存于），後續又有數十個比特币分叉，包括Bitcoin Diamond、Super Bitcoin等。此类分叉的涌现甚至引出了一个新的概念“IFO”，即“首次分叉发行”（Initial Fork Offering），与“ICO”（Initial Coin Offering，首次代币发行）性质类似。

## 交易
比特幣對等網路將所有的交易歷史都儲存在區塊鏈中，比特幣交易就是在區塊鏈帳本上“記帳”，通常它由比特幣用戶端協助完成。付款方需要以自己的私鑰對交易進行數位簽章，證明所有權並認可該次交易。比特幣會被記錄在收款方的地址上，交易無需收款方參與，收款方可以不在线，甚至不存在，交易的资金支付来源，也就是花費，称为“输入”，资金去向，也就是收入，称为“输出”。如有输入，输入必须大于等于输出，输入大于输出的部分即为交易手续费。
矿工产出交易没有输入，只有输出，交易记录會顯示新生成的比特币（Newly Generated Coins），除矿工产出交易外，一个输入必然是另一笔交易的一个输出，也就是一筆收入必然是其他人的支付。一個輸入沒有成為另一筆交易的輸出時，它是“未花費的”，也就是“帳戶餘額”。收录此交易的区块被广播后，此交易就有了“1个确认”。矿工们平均每10分钟产生一个区块，每一个新区块的诞生会使此交易的确认数加1。当确认数达到6时，通常这笔交易被认为比较安全、难以逆转。。比特幣交易為不可逆，每一筆交易都無法撤銷，商家不必遭到詐騙式的拒付而遭受損失，唯一可以獲得退款的方法，就是請對方再做一筆反向交易，但需要對方的配合。

## 比特币分布
比特幣的所有交易都會被記錄在區塊鏈上，比特幣最多的地址可以很輕易的在網路上公開查詢。這些地址多半是交易所的冷錢包，但作為匿名的比特币地址，原則上無法得知持有者，除非特別情況，通常也無法得知某人擁有的比特币地址，每個人都可以建立及擁有許多的比特币地址，而不同地址也可由同一人或機構持有，包括有些餘額很少的地址，且不代表持有者的真實財富狀況，而該地址的私鑰若遺失，裡面的比特币就不能使用，因此某些地址的比特币，特別是只進不出、或長期未花用的地址，可能是私鑰已遺失、而任何人皆無法再使用的地址。
有數個比特幣位置存有未使用的大量資金。其中部分位址曾存有美國聯邦調查局自線上黑市「絲路」創辦人「恐怖海盜羅伯特」（Dread Pirate Roberts）處查扣的比特幣資金，這些位址已在2013年10月被美國司法部強制下線。

## 安全性
比特币结合 P2P 对等网络技术和密码学原理，来维持发行系统的安全可靠性。与有中心服务器的中央网络系统不同，在 P2P 网络中无中心服务器，每个用户端既是一个节点，也有服务器的功能，任何一个节点都无法直接找到其他节点，必须依靠其户群进行信息交流。比特币使用以下3种机制，来解决初次运行时，查找其他节点的问题。
1. 在默认情况下，运行比特币的用户端加入一个 IRC 聊天通道，并可以获知加入该通道的其他用户端的 IP 地址和端口。该通道的名称和 IRC 聊天服务器的名称被写在了比特币软件中。
2. 一些“知名的”比特币节点也被编写在软件中，以防 IRC 聊天服务功能因故无法访问。
3. 可以手动添加运行比特币的其他用户端的 IP 地址。

现在不需要运行上述3个机制，一旦连接到比特币的某个节点，在发送的信息中，就会包含对等网络 P2P 其他节点的地址，直接通过其匿名用户群来找到其他节点。节点遍布整个互联网的 P2P 技术和密码学原理相结合，确保了比特币发行系统无法被政府、组织、或黑客监控、隔离、或破坏，从而保障了系统的可靠性和匿名性。。拒绝服务式（DDoS）以及其他攻击，其目标都是针对比特币交易中心，这和攻击或关闭传统货币交易所的网络，理论上不影响其货币发行和使用一样。2013年5月，美国政府查封世界上最大的比特币交易所银行账户后，兑换率还是维持在1比特币兑换120美元上下。

### 匿名與隐私保护
匿名與隐私是比特币問世時主要的訴求，因為交易或建立比特币地址、錢包時，不需要提供任何個人资料，區塊鏈也不會儲存任何個人资料，但交易信息是向全网广播的，因此所有交易记录细节都是公开、透明、可追溯。不同于採用 KYC 認證的传统金融機構，通过将交易信息與客户資料严格保密来保护客户隐私，但若國家機關基於特定原因，向金融機構調取資料，或是金融機構被駭客攻擊，或是內部洩漏，這樣则會使隐私保护失效，使得特定交易信息與關聯的客户資料曝光，相對的，由於比特币的交易紀錄可以追蹤，因此如果比特币的特定交易信息與關聯的客户資料曝光，或經由 KYC 認證的交易所兌換成法定貨幣，其他相關地址也可能追蹤出真實身分，这也是目前各国司法机关追踪链上犯罪最常用的手段之一。，比特币可通过为每笔交易建立不同的地址来保护隐私，bitcoin.org 網站也建議每一個地址只做一次交易。例如，甲方希望发送 1.20 BTC 给乙方，那么任何人都可以通過比特币网络上所有节点都能够查阅这笔 1.20 BTC 的交易细节。但除非甲方或者乙方公布自己拥有其中的一个地址，否则作為不記名的貨幣，其他人很难知道这笔交易是发生在甲方与乙方之间的。
理论上，如果有调查者能够将某一个地址与某一用户间建立关联，那么调查者就可以追根溯源，搞清楚每一笔交易的对方，如比對其它的個人資訊，如交易的 IP 地址等，某特定交易的資訊，要求已知的一方交代交易的另一方的身份等，并顺藤摸瓜經由交易链，並配合比特币交易所基於反洗錢法的 KYC 身分認證，直到确定目标地址的真实所有者，因此，只要有一筆交易被證明為犯罪，如某些交易是綁架的贖金或是未經持有人同意下，從被盜的帳戶轉帳出去等，之後所有後續轉出去的地址都會被“汙染”。但实际上，想要确定某个比特币的真实所有者依然是异常困难的，加上後續混合比特币（Bitcoin Mixing）、匿名轉換成其他加密貨幣，特別是門羅幣等徹底隱藏交易信息的新型態加密貨幣的產生，雖然強化了隐私保护，但也增加金流追蹤的困難，这一属性使得比特币吸引了很多非法物品交易者的兴趣。
為求徹底解決比特币有關隱私性、被監控、被追蹤等疑慮，後續開發了強調隱私，有自動混幣或加密功能的區塊链與替代加密貨幣，通稱隱私幣，包括達世幣、门罗币、Zcash、PIVX 等，但由於這類貨幣極容易被當成洗錢工具，因此在一部分交易所的交易會受到限制。

### 交易网站的黑客事件
- 2011年6月19日，Mt.Gox 比特币交易中心的安全漏洞导致1比特币价格一度跌至1美分，但該機構宣稱其它交易没有受到影响。原因是一个黑客从感染木马的电脑上盗用了该用户 Mt.Gox 的证书，从而把比特币转到自己的帐号上并抛售，产生了大量该价格的“ask”请求。几分钟后，Mt.Gox 关闭并取消黑客事件中的不正常交易，使比特币价格反弹回到了15美元。[105][106]最终比特币汇率回到崩溃前的情况。[107][108][109][110]此次事件，黑客窃取了85万枚比特币（占当时全球比特币发行量的7%），其中平台用户的比特币数量达到75万枚，事件发生后Mt.Gox交易所向东京地方法院提出破产保护，宣布破产时，该公司透露亏欠2万余名债权人近450亿日元（按当时汇率约4.4亿美元），后续该交易所宣布找回20万枚比特币，数年后东京地方法院裁定其中的14万枚转入信托基金，用来赔偿受损失的用户。[107]
- 2011年7月，世界第三大比特币交易中心 Bitomat 的运营商宣布：记录着 17,000 比特币（约合22万美元）的 wallet.dat 文件的访问权限丢失。同时宣布决定出售服务以弥补用户损失[111]。
- 2011年8月，作为常用比特币交易的处理中心之一的 My Bitcoin 宣布遭到黑客攻击，并导致关机。涉及客户存款的49％，超过78000比特币（当时约相当于80万美元）下落不明[112][113]。
- 2012年，Bitcoinica 两度遭到黑客攻击，被指控忽略客户资金的安全性以及伪造提款申请[114][115]。2012年8月上旬，Bitcoinica 在旧金山法院被起诉要求赔偿约46万美元。
- 2012年9月，Bitfloor 交易中心也被黑客入侵，24,000 比特币（约相当于25万美元）被盗。Bitfloor 因此暂停运营[116][117]。同月，Bitfloor恢复运营，它的创始人说，他已经就盗窃事件上报FBI，而且他正计划赔偿受害者，但赔偿的时间表尚不清楚[118]。
- 2013年11月，网络钱包服务商 inputs.io 被两个黑客入侵，盗走4100比特币，目前仅1比特币以上的账户可获得赔偿。
- 2014年2月25日，总部设在日本东京、全球最大比特币平台 Mt. Gox，因为网站安全漏洞，关闭了自己的网站并停止了交易。[119][120]
- 2016年8月8日，比特幣交易所 Bitfinex 被盜走119756個比特幣，當時價格達7500萬美元，損失由所有用戶扣除36.067%的餘額分擔[121]2022年2月，美國司法部破獲此案，以現價來計算，價值超過45億美金。[122]
- 2019年5月7日，全球最大交易所幣安宣布被盜7074比特幣，當時價格超過4000萬美元。[123]
- 2019年7月8日，日本東京“BITPoint Japan”比特币儲存與交易公司被駭客盜走35亿日元比特幣，其中25億是民眾資產牽涉約用户约达5万人[124]，BITPoint Japan是在东京二板市场上市的Remixpoint旗下子公司。
- 2019年11月27日，韓國的交易所Upbit 宣布被駭客盜取 342,000 顆以太幣，當時價格超4900萬美元。[125]
- 2020年2月5日，義大利的交易所 Altsbits 宣布遭盜黑客攻擊，幾乎全部的比特幣、以太幣和其他加密貨幣均被盜走，價值超 30 萬美元。並且Aitsbits隨即宣布在2020年5月8日關閉網站並停止交易。[126]
- 2020年9月8日，捷克斯洛伐克的交易所 Eterbase 宣布遭駭客攻擊，被盜取了價值超過 540 萬美元的比特幣、以太幣和其他加密貨幣。[127]
- 2020年9月26日，Kucoin交易所被駭客盜走價值超1.5億美元的加密貨幣，主要包括ERC-20代幣，比特幣和以太幣。[128]

### 比特币挖矿僵尸
網絡安全公司趨勢科技提出資安警告，比特幣採礦惡意軟體猖獗，根據統計日本約3000台電腦感染了該病毒，約佔全球的四分之一、數量居首，該公司呼籲日本用戶不要瀏覽可疑郵件及網站。第二位是美國的2606台（占21%），其次為澳大利亞、印度、法國、與台灣。
2010年6月，澳大利亚广播公司发现一名雇员用公司的服务器进行挖矿。
2011年6月，網絡安全公司赛门铁克公司发出警告，僵尸网络正在参与到比特币“挖矿”中。这会占用受害者的计算机运算能力、消耗额外的电力并导致主机温度升高。
2011年8月，比特币挖矿的僵尸网络被发现了。同時也發現，木马感染的「Mac OS X」電腦被用於比特币挖矿。
另外，一些有争议软件也大量利用显卡的并行计算能力生成僵尸网络，進行比特幣挖礦。
2017年12月2日，阿根廷首都布宜諾斯艾利斯的一家星巴克咖啡館，被發現店內提供顧客使用的 Wi-Fi 遭植入 Coinhive 挖礦程式。

## 相關問題

### 成為犯罪工具
比特币基於不受政府控制、相對匿名、難以追蹤的特性，和其它貨幣一樣，也被用来进行非法交易，成为犯罪工具、或隱匿犯罪所得的工具。

#### 庞氏骗局指责
比特币曾经被指控为“庞氏骗局”，因为比特币的汇率在不断地上涨，而早期的比特币用户挖矿较为容易。欧洲中央银行曾对这一虚拟货币进行仔细认真的研究，在2012年發表的分析报告中表示以現有資料難以判斷比特币是或不是庞氏骗局，一方面買入比特幣的人需要找到其他人願意買入方可取回資金，許多人認為這符合庞氏骗局的特徵，但另一方面比特幣計劃從來沒有向任何人承諾高回報，報告認為如果以金錢作考量，比特幣對於使用者而言是一個高風險系統。

#### 交易詐騙問題
- 2012年8月下旬，Bitcoin Savings and Trust交易网站被所有者关闭，并留下据称约560万美元的债务。同时导致其被指控操作庞氏骗局[139][140][141][142]。2012年9月，美国证券交易委员会开始调查这一案件[143]。

#### 丝路购物网站
在美國，一個匿名化的交易丝绸之路所主導，自称为黑市亚马逊Amazon.com，比特币是它的唯一交易货币。2011年，纽约州参议员查爾斯·舒默和其他人致信给美国药品管理局，指责丝绸之路运用比特币洗钱，要求对丝绸之路和比特币展开调查。和TOR一样，比特币都是合法技术，被用在丝绸之路的网站中，为执法部门带来了很多难题。不过，开发比特币的核心成员Jeff Garzik表示，虽然各方的身份是匿名的，执法部门仍可以利用先进的网络分析技术，通过区块链中公开的交易记录流程来跟踪单个比特币使用者。2013年11月，丝绸之路已经被美国政府查封。
2014年1月，美國司法部宣佈，比特幣交易站運營者羅伯特·法伊拉（Robert Faiella）和查理·史瑞姆被正式指控參與洗黑錢，幫助丝绸之路販毒者將100萬美元兌換成為比特幣。 
由於和違法行為之間常有牽連，因此比特幣受到許多嚴厲的檢視。在2013年，美國聯邦調查局強制關閉線上黑市「丝绸之路」，並查扣144,000比特幣，當時約值2,850萬美元。但若與其他國家比較，美國政府對比特幣持相對友善的態度。中國大陸政府的新規定限制了人民幣和比特幣之間的交易。歐洲銀行業管理局則警告比特幣缺乏對消費者的保障。比特幣可能遭竊且在技術上不可能獲得任何補償。

#### 勒索
比特币也普遍被用來當成勒索軟體的金流工具，手法是駭入受害者的電腦後，將受害者的電腦的檔案加密，受害者在約72-96小時的時限內必須支付一定金額後，才能取得金鑰解密，否則逾時金鑰銷毀，受害者如要解開已被加密的檔案將非常困難，因此，不只個人，學校、證券商、醫院、寺廟不等，而且還發展出以比特币為報酬的駭客攻擊服務
2017年5月，一款名為WannaCry的勒索軟體，造成數十萬台電腦遭到感染，也是以比特币為支付工具。
2017年6月，另一款名為Petya的勒索軟體，也是以比特币為支付工具。

#### 集資騙局
2018年中，5個月內已有近三百種虛擬貨幣出現，當中它們亦流行以ICO募款。而最近四月發生的越南虛擬貨幣Pincoin於集資後籌募得六億六千萬美元後失蹤，亦引起市民的哄動及留意。而同年3月19日，香港證監會亦首次叫停在港集資的首次代幣發行計劃。

## 流通性與接受度
比特币仍然有合法或正當的用途。有多种途径使用比特币，通过电子货币交易所、比特币提款機、服务商和个人等渠道，就能兑换为当地的现金或金币或以现金或金币購買比特币；也可以直接使用它购买物品和服务，或使用比特币金融卡。特别继维基解密宣布接受比特币捐助后，认可使用比特币的个人、组织和企业迅猛增长。Coinmap（页面存档备份，存于）是一个专门收录全球范围内接受比特币支付的实体商家网站，比特币维基有一个网页则列出了接受比特币支付的合法网络商家。
隨著比特币金融卡的啟用，即使商家不接受比特幣，仍然可以依照比特幣與法幣的即時匯率，而以比特幣付款，猶如刷人民币帳戶的金融卡支付外幣（美元、歐元等）消費，仍然可以依照該外幣與人民币的即時匯率，而從人民币的存款帳戶扣款來完成付款，這樣商家只要支援Visa 或 Mastercard等信用卡，或是Apple Pay等行動支付功能者皆能使用，使用範圍就能從直接接受比特幣的1萬商家，大幅擴大到包括網路購物、賣場購物、餐廳和咖啡廳用餐、搭乘交通工具、加油站加油等數千萬個商家（Visa 2,900萬、MasterCard 3,200萬個），如果許可，並可使用世界各地逾3千多萬台一般法幣ATM，以比特幣提領當地現金使用。
2025年以来，受美国关税政策引发的市场紧张情绪和Bybit被盗事件影响，比特币价格于2月25日跌至去年11月以来的最低点，但多家机构预测，随着加密货币逐渐主流化，比特币中长期仍将保持上涨趋势，伯恩斯坦和渣打银行等机构预计其价格将在2025年达到20万美元，并有望在未来十年内取代黄金成为主要价值储存资产。

### 接受比特币的非營利组织
- 2011年6月，自由网[174]、機器智能研究所、（英语：Machine Intelligence Research Institute）[175]互联网档案馆[176]、自由软件基金会[177]以及其他的一些组织，开始接受比特币的捐赠。
- 2011年6月，电子前哨基金会也接受了一段时间的比特币捐赠但是随后宣布停止这样做，因为比特币这样的货币系统在历史上没有先例，对于其法律前景的不确定性感到担心。[178]
- 2011年11月，WordPress宣布接受比特币付款。声明说肯尼亚、海地和古巴等地区遭受国际支付系统的封锁，比特币可以帮助这一地区的互联网用户购买服务。[179]
- 2013年4月，中国四川省雅安地震后，公募基金壹基金宣布接受比特币作为地震捐款。當時已收到意向捐赠50比特币（按照當時汇率，折合人民币4万） [180]
- 2013年5月，电子前哨基金会宣布，在研究美国财政部金融犯罪执法系统发布的虚拟货币个人管理《条例》后，把比特币和汽车一样，当作礼物重新接受捐赠。[181]
- 2014年2月，英格兰北部的坎布里亚大学据信已经成为全世界第一所接受虚拟货币比特币作为学费的公立大学。[182]
- 维基媒体基金会通过BitPay接受比特币和比特币现金捐款，不过不保留所得比特币，仅将其兑换为美元使用[183]。

### 接受比特币的企业
- LaCie公司是一间上市公司，接受比特币作为其Wuala服务的付款方式。[184]
- 匿名组织"LulzSec"宣布接受比特币捐赠。他们宣称说该匿名团体“需要比特币捐赠以便继续他们的事业。”[185][186]
- 2013年1月，線上遊戲商Zynga宣布將支援比特幣付款。
- 2013年3月5日，Namecheap宣布開始接受比特幣支付。[187]
- 2013年4月，海盗湾、EZTV等开始接受比特币捐款。
- 2013年5月，富比士公布了《接受比特币交易的十大网站》。[188]
- 2013年6月，PayPal禁止普通商家出售比特币。但2014年9月，Paypal又宣布通过PayPal Payments Hub接受比特币。[189]
- 2013年10月，世界第一台比特幣櫃員機在加拿大溫哥華出現，允許使用者把比特幣兌換成為加元提取，每天最高上限為3千加元；另一方面，使用者亦可以透過存入現金購入比特幣[190]，到2017年5月，全球比特幣櫃員機數量到達1167台，分布在58個國家[191]。
- 肯尼亚创业家和程序员皮爾·布萊恩賈德（Pelle Braendgaard）推出了一个比特币服务Kipochi。在斯瓦希里语中Kipochi的意思就是钱包。Kipochi让用户可以用M-Pesa购买比特币，帮助在国外工作的肯尼亚人无需支付高额国际银行转账费寄钱回家。肯尼亚的银行设施稀少，但智能手机几乎无处不在，由移动运营商推出的M-Pesa是该国广泛流行的移动支付系统，它让公民可以很容易的汇款给另一个人[192]。
- Bitcoin Channel指出，世界最大的競標購物網站eBay上的某些店铺接受比特币，还有约240家店铺出售比特币服务[193]。
- 2014年1月9日，美国大型网络零售商Overstock正式接受比特币。[194]
- 2014年7月，比特幣台灣交換網 bitbarterex - 比特幣 與 商品服務交換 的場所。 網站已更名為 bitexc (https://bitexc.com/ （页面存档备份，存于） （页面存档备份，存于））
- 2014年7月18日，戴尔开始接受比特币支付，但目前因低需求而停止。[195]
- 2014年11月，網路報導宣稱Microsoft微軟Xbox及電子化商品將接受比特幣支付。[196]
- 2016年2月，日本遊戲與成人內容平台DMM.com宣佈接受比特幣支付。[197]
- 2016年4月，遊戲平台 Steam 宣布支持比特幣支付。但在2017年12月宣佈不再接受比特幣，理由是手續費暴增且幣值波動劇烈。[198]
- 2017年4月，日本家電連鎖店 Bic Camera 開始接受比特币付款[199]。
- 2017年5月，樂桃航空宣佈將於該年年底前開放以比特幣購買機票，成為日本第一家接受比特幣的航空公司。[200]
- 2019年8月，實惠家居宣佈和時富金融服務集團旗下的鯰魚金融科技（Weever FinTech）及錢方QFPay携手合作，成為香港首家全線接受比特幣付款的大型零售連鎖店。[201]
- 2021年3月，馬斯克宣佈旗下汽車製造商Tesla允許顧客以比特幣購買汽車。[202]

### 曾接受比特幣但目前已停止營運的網站
- 華義國際（一間台灣線上遊戲公司） 成立比特幣交易平台，但目前該網站已停止營運。
- btcextw 比特幣台灣交易中心 (https://web.archive.org/web/20140417145121/http://www.btcextw.com/) - 比特幣 與 法幣交換交易 的場所，註冊公司為 序勝股份有限公司，該公司為當時台灣交易量最大的交易所，但於上線七個月後網站遭到駭客攻擊並且損失用戶儲值於該網站的比特幣，最終btcextw出面詳細交代事件的經過並且於兩日內賠償所有用戶損失，目前該網站已停止營運。
- YesBTC 比特幣交易中心 (http://www.yes-btc.com/（页面存档备份，存于）) 註冊公司為 數位比特股份有限公司，於 2015年1月30日 宣告營運不善，目前該網站已停止營運，其經營人何翼兆，詐欺認罪。

#### 拒絕比特币的企业或政体
- 2013年12月，淘寶網宣布禁止出售比特币[203]。2014年4月15日，支付平台支付宝永久冻结部分曾经参与比特币相关（如比特币交易平台充值码、比特币矿机）交易的用户账户。
- 中華人民共和国政府自2019年大力取缔了比特币交易所，交易所关闭或迁出中国大陆。[204]

### 无需银行的企业
- 合法公司无需银行账户，2017年3月瑞典一家新注册的公司“美丽新世界 / Brave New World”，因为和被西方经济制裁的伊朗有关，在无法开银行账户的情况下，利用比特币募集基金，运营业务。[205][206]

## 個人評價
- 2014年2月27日，美国民主党参议员乔·曼钦（Joe Manchin）近日向联邦政府发出公开信，希望有关部分重视比特币扰乱金融市场的不良现象，提议封杀比特币。[207][208]美联储主席耶伦在参议院银行委员会作证时，回应西弗吉尼亚州参议员乔·曼钦的关于比特币的提问时表示，“美联储对比特币没有管辖权”。曼钦对耶伦的表述感到失望，并认为，在不久的将来，美联储银行和比特币之间会发生利害冲突。[209]
- 2014年2月26日，InterTrader的總經理（Managing Director）Shai Heffetz的話說：「許多的政府開始瞭解比特幣對於傳統的法定貨幣可以展現的真正威脅，也因此它們是有意圖要關閉Mt.Gox的。現下全球貨幣戰爭變地激烈而血腥，所有的國家都大量印製鈔票並且扭曲數據以掩蓋他們瘋狂印鈔票的事實。人們口袋裡面的鈔票或許還可以填飽肚子，但事實是，生活支出的代價在過去五年內出現顯著的增加，持續的貨幣寬鬆並無法永續。比特幣和其它的替代貨幣正在開始被認為是傳統法幣的可行性替代方案；因為比特幣無法受到任何政府的操縱，全世界的掌權派開始憂慮並展開一波鎮壓；當被掩蓋的通貨膨脤事實漸漸被外界獲知時，人們就會開始採信某一種獨立的數位貨幣以取代價值遭到過度膨脹的傳統法幣。」「Mt.Gox的中斷據傳源於全球政府對於比特幣的鎮壓」 網路媒體HITC報導。
- 《解密比特币》的作者刘宁和沈大海认为，比特币是一个全球用户通过互联网“广播和管理帐单的系统。”[210]
- 壹比特数字科技公司CMO龚明认为，比特币是目前全球第一个成功的道可思/DACs(发散智能协调机制)。在这之前从来没有一个项目像比特币这样，在全球范围内吸引这么多人力物力参与，不仅产生了巨大影响，同时给所有参与者带来巨大回报。[211]
- 参与开发者认为它是类似比特信（Bitmessage）的互联网技术，是去中心化运动的一部分。[212][213]
- 諾貝爾經濟學得主保羅·克魯曼，認為「比特幣是邪惡的」，發表了若干對於比特幣的看法。
- 纽约州参议员查爾斯·舒默和其他人2011年，致信给美国药品管理局指责丝绸之路运用比特币洗钱，要求对丝绸之路和比特币展开调查。
- 比特币资深开发者馬提·馬爾密（Martti Malmi）2013年5月，在美国检察院对类似比特币的、用中央服务器管理的自由储备银行Liberty Reserve提起控诉，并查封其网站和逮捕相关涉案人员后，[214][215]馬提·馬爾密（Martti Malmi）认为和Liberty Reserve不同，比特币是对等网络中没有实体的电脑程序，能和种子文件一样传播，美国政府还无法封杀。[216]
- 美国商品期货交易委员会理事Bart Chilton认为它是一种期货。[217]
- 亞洲首富李嘉誠2013年，透過旗下的維港投資（Horizons Ventures）投資美國比特幣支付公司 BitPay ，数额不详，這是一家相當於比特幣領域的PayPal的公司。
- 美联储理事会副主席Janet Yellen在参加上海国际货币会议时表示，新型网络货币令银行家们不安，可能成为扰乱金融秩序的工具。[218]
- 中国人民银行副行长易纲，在2013年的一场论坛上表示，从人民银行角度，近期不可能承认比特币的合法性。但他同时认为，比特币交易作为一种互联网上的买卖行为，普通民众拥有参与的自由。此外，易纲还指出比特币“很有特点”，具有“启发性”，个人会保持长期关注。[219]
- 比特币风险投资基金的经理们认为，它是一种崭新型的商业模式。[220]
- 布隆伯格基金的董事长Jon Soberg表示，比特币很可能会让信用卡过时，带来一场金融革命。[221]
- 美银美林利率与外汇研究全球主管David Woo 2013年12月，发布研报对比特币估值1300美元，他认为“比特币能够成为电子商务的一种主要支付方式，并且成为传统货币交易的有力竞争者”。这是华尔街投行首次将比特币纳入研究范围。[222]
- 比特币资深开发者、Bitpay开源软件工程师Garzik认为，和国家发行地货币一样，比特币是个人发行地合法货币。他还认为，2013年，曾为谷歌等全球500强企业供职的、比特币的自愿工作者们纷纷开始跳槽，包括他自己也成了比特币金融企业中的全职雇员。 [223]
- 香港城市大学教授邹嘉彦认为，2013年比特币成为泛华地区最受关注的社会现象。[224]
- 2017年11月，韩国总理李洛渊在韩国内阁就年轻人对数字加密货币接受情况的会议上表示，许多学生正在进入“暴涨的”市场，赚到快钱，其中一些人卷入了欺诈犯罪活动，放任发展可能造成严重问题[225][226]。

### 组织反映
- 2014年2月24日，美国银行监管协会（CSBS）承认，他们已经分别从各州分会组织成员，成立了“新兴支付特遣工作小组”，来调查评估比特币等虚拟货币。[227]
- 2014年2月22日，在国际知名投资机构高盛发布地《比特币评估报告》中称：比特币将可能成为虚拟货币标准化的里程碑。[228]
- 国际知名的互联网法律援助公益组织-电子前哨基金会，在研究美国财政部有关定义后，把比特币和股票一样作为礼物募捐。[181]
- 2021年6月8日，美國國稅局 (IRS) 呼籲立法機關應授權更嚴格加密貨幣交易呈報的規定，認為「大多數虛擬貨幣遠離雷達偵測範圍，這使美國國稅局面臨挑戰」。[229]
- 2023年6月，多間資產管理公司申請推出比特幣現貨ETF，包括富達（Fidelity）、貝萊德（BlackRock）。[230]

## 合法性與各國政府的態度
比特幣做為一種非由國家力量發行及擔保的交易工具，已經被全球不少個人、組織、企業等認可、使用和參與。某些政府承認它是貨幣，但也有一些政府是當成虛擬商品，而不承認貨幣的屬性。某些政府，則視無法監管的比特幣為非法交易貨品，並企圖以法律取締它。

### 美国
2021年12月8日，美国众议院金融服务委员会就加密货币监管举行听证会。在会上，共和党众议员派翠克·麦克亨利（Patrick McHenry）指出，尽管加密技术已受到监管，但现行框架可能过于笨拙且过时，可能对创新构成障碍。他强调需要制定合理的规则，以确保美国在Web3革命中保持领先地位，并警告对未知的恐惧可能导致过度监管，从而削弱美国的创新能力。
2024年1月10日，美国证券交易委员会（SEC）批准了11只比特币现货交易所交易基金（ETF），标志着比特币作为一种资产类别获得了重要的监管认可。获批的ETF发行机构包括Grayscale、Bitwise、Hashdex、BlackRock、Valkyrie、ARK 21Shares、Invesco Galaxy、VanEck、WisdomTree、Fidelity和Franklin等。SEC主席加里·根斯勒（Gary Gensler）在声明中指出，尽管批准了这些ETF的上市和交易，但这并不意味着SEC认可比特币本身，投资者仍应对其高度波动性和投机性保持谨慎。
2024年12月15日，美国财务会计准则委员会发布新的会计准则，允许企业在资产负债表是用公允价值计量披露比特币，并将其变动计入净利润。
2025年3月，美国总统唐纳德·特朗普签署行政命令，授权联邦政府建立“战略比特币储备”，以持有通过执法程序没收的加密资产。该命令还指示财政部和商务部制定预算中性的策略，以在不增加纳税人负担的情况下获取更多比特币。此外，政府还设立了“美国数字资产储备”，用于存储其他被没收的加密货币。特朗普政府表示，此举旨在支持数字资产行业的发展，并巩固美国在全球加密经济中的领导地位。

### 印度
2020年12月，考慮將比特幣歸類為「無形資產」，並向其交易收稅。

### 薩爾瓦多
2021年9月7日，正式把比特幣列入為法定貨幣，成為世界首個把比特幣列作法定貨幣的國家，與此同時，也觸發了該國多處反對比特幣法律示威。

### 俄罗斯
2022年7月31日，俄总统普京签署《数字金融资产和加密货币调解法》。该法律出台前，俄对加密货币进行监管无法可依。根据《数字金融资产和加密货币调解法》，数字金融资产指的是在信息系统中发行、清算和流通的数字资产权利。数字资产可以作为抵押、买卖和交换的对象，但不可以用作支付手段。
2022年9月22日，俄罗斯央行和财政部达成协议，允许使用加密货币进行跨境结算。

### 中華人民共和國
2013年12月5日，中國人民銀行、工業和信息化部、銀監會、證監會等部門就聯合發布《關於防範比特幣風險的通知》，當時下令金融機構與支付機構不能提供比特幣的託管、兌換、支付等服務，強調虛擬貨幣不具有與貨幣等同的法律地位。用戶使用比特幣交易平台必須實名制，並受電信管理機構監督 。
2017年9月4日中國人民銀行、中央網信辦、工業和信息化部、工商總局、銀監會、證監會和保監會等七部門所發布的「關於防範代幣發行融資風險的公告」開始，管制有關透過虛擬貨幣發行融資活動的行為，定性為未經批准非法公開融資的行為，並且禁止一切與虛擬貨幣有關的交易行為；2018年又發布過一系列禁止虛擬貨幣交易規定，如8月7日國家互聯網信息辦公室發布實施的「即時通信工具公眾信息服務發展管理暫行規定」，微信上有關區塊鏈的公眾號，內容均被責令屏蔽 。
2021年5月18日，中國人民銀行會同中國互聯網金融協會、中國銀行業協會、中國支付清算協會等三大機構，聯合發表聲明指出：「虛擬貨幣價格暴漲暴跌，虛擬貨幣交易炒作活動有所反彈，嚴重侵害人民群眾財產安全，擾亂經濟金融正常秩序。」內文還明確提到，相關交易活動已經違反中國法規，任何交易合約不受法律保障，後果及損失一律由投資人自行負責 。
2021年9月24日，中国人民银行等十部委发布的《关于进一步防范和处置虚拟货币交易炒作风险的通知》规定指出，虚拟货币不具有与法定货币等同的法律地位，虚拟货币相关业务活动属于非法金融活动，对于相关境外虚拟货币交易所的境内工作人员，以及明知或应知其从事虚拟货币相关业务，仍为其提供营销宣传、支付结算、技术支持等服务的法人、非法人组织和自然人，将被依法追究有关责任。

## 其它加密貨幣
除了比特幣，目前還有許多相似的同類型貨幣，統稱為加密貨幣，比特幣以外的加密貨幣，又稱為山寨币、競爭幣（英語：altcoin），目前有數千種以上的加密貨幣在流通，並且持續增加中，新的加密貨幣可能在任何時間被任何人建立出來，可經由獨立創建、硬分叉、透過ICO發行的代幣等方式建立。某些其它加密貨幣有更多的功能、更完善的隱私保護、更快的區塊生成時間、支援智能合約等，如以太币等等。